# Силезская региональная партия
Силезская региональная партия (пол. Śląska Partia Regionalna, сил. Ślōnskŏ Partyjŏ Regiōnalnŏ) – польская силезская коалиционная партия. В её состав входят Движение за автономию Силезии, Верхнесилезский союз, Демократическая уния силезских регионалистов и Союз силезцев.

## История
О создании партии 21 июня 2017 года объявили депутат Сеймика Силезского воеводства Хенрик Мерчик и лидер Верхнесилезского союза Гжегож Франки. Первым предателем партии стал Марек Новара.
12 апреля 2018 года партия была зарегистрирована. Несколько дней спустя в Катовице состоялся партийный съезд, на котором была представлена программа партии.
На местных выборах 2018 года кандидаты от Силезской региональной партии баллотировались в Сеймики Силезского и Опольского воеводств и получили 3,1% голосов. Три члена партии стали депутатами повятовых советов (2 в Рыбницком и 1 в Беруньско-Лендзинском), а 11 депутатами советов гмин.
2 марта 2019 года Рафал Адамус стал новым председателем партии.
На парламентских выборах 2019 года 2 кандидатов в Сейм и 1 в Сенат, выдвинутые Силезской региональной партией, избирались по спискам Гражданской коалиции. Всего они получили 2452 голоса (0,01%).
18 февраля 2021 года лидером партии избран её основатель Хенрик Мерчик.
11 января 2023 года Силезская региональная партия была вычеркнута из реестра политических партий решением Окружного суда Варшавы из-за непредоставления партией финансового отчёта за 2019 год., но при это не прекратила деятельности.
15 апреля 2023 года новым главой партии стала Илона Канцлеж.

## Идеология
Партия выступала за предоставления Силезии автономии по образцу Автономного Силезского воеводства Второй Речи Посполитой.

## Председатели
- Марек Новара – с 12 июня 2018 по 2 марта 2019
- Рафал Адамус – со 2 марта 2019 по 18 января 2021
- Хенрик Мерчик – с 18 января 2021 по 18 октября 2022
- Марек Бромбощ (и. о.) и Рышард Ухер – с 18 октября 2022 по 11 января 2023
- Илона Канцлеж — с 15 апреля 2023